# Aki
Aki (安芸市 Aki-shi?) este un municipiu din Japonia, prefectura Kochi.